# Musée de bande dessinée
Un musée de bande dessinée est un musée consacré à la bande dessinée ou à un auteur de bande dessinée. Le Japon et les États-Unis sont les deux États qui en comptent le plus. 
Dans le monde francophone, les trois principales institutions de ce type sont, en Belgique, le Centre belge de la bande dessinée à Bruxelles (1989) et le Musée Hergé à Louvain-la-Neuve (2009), et en France, le Musée de la bande dessinée à Angoulême (1990).

## Liste

### Musées consacrés à un artiste
- Musée Hergé à Louvain-la-Neuve (Belgique) (2009)
- Musée d'art Machiko Hasegawa à Tokyo (Japon)
- Musée Osamu Tezuka à Takarazuka (Japon) (1994)

## Documentation
- Pierre-Laurent Daures, « Expositions », dans Thierry Groensteen  (dir.), Le Bouquin de la bande dessinée, Angoulême, CIBDI et Paris, Robert Laffont, coll. « Bouquins », 2021 (lire en ligne), p. 273-278.
- (en + fr + ja + es) Thierry Groensteen (dir.), Guide international des musées de la bande dessinée, Angoulême, Musée de la bande dessinée, 2001, 188 p. (ISBN 2-907848-28-3).
- Jean-Philippe Martin et Jean-Pierre Mercier, « Scénographie de la bande dessinée dans les musées et les expositions », Art Press spécial, no 26 « Bandes d'auteurs »,‎ 2005, p. 90-97.
- Ludmila Virassamynaïken (dir.), La BD s'attaque au musée !, Marseille, Images en manœuvres éditions, avril 2008 (ISBN 978-2-84995-115-6)Catalogue d'une exposition du musée Granet, à Aix-en-Provence..